# Синдорим (станция метро)

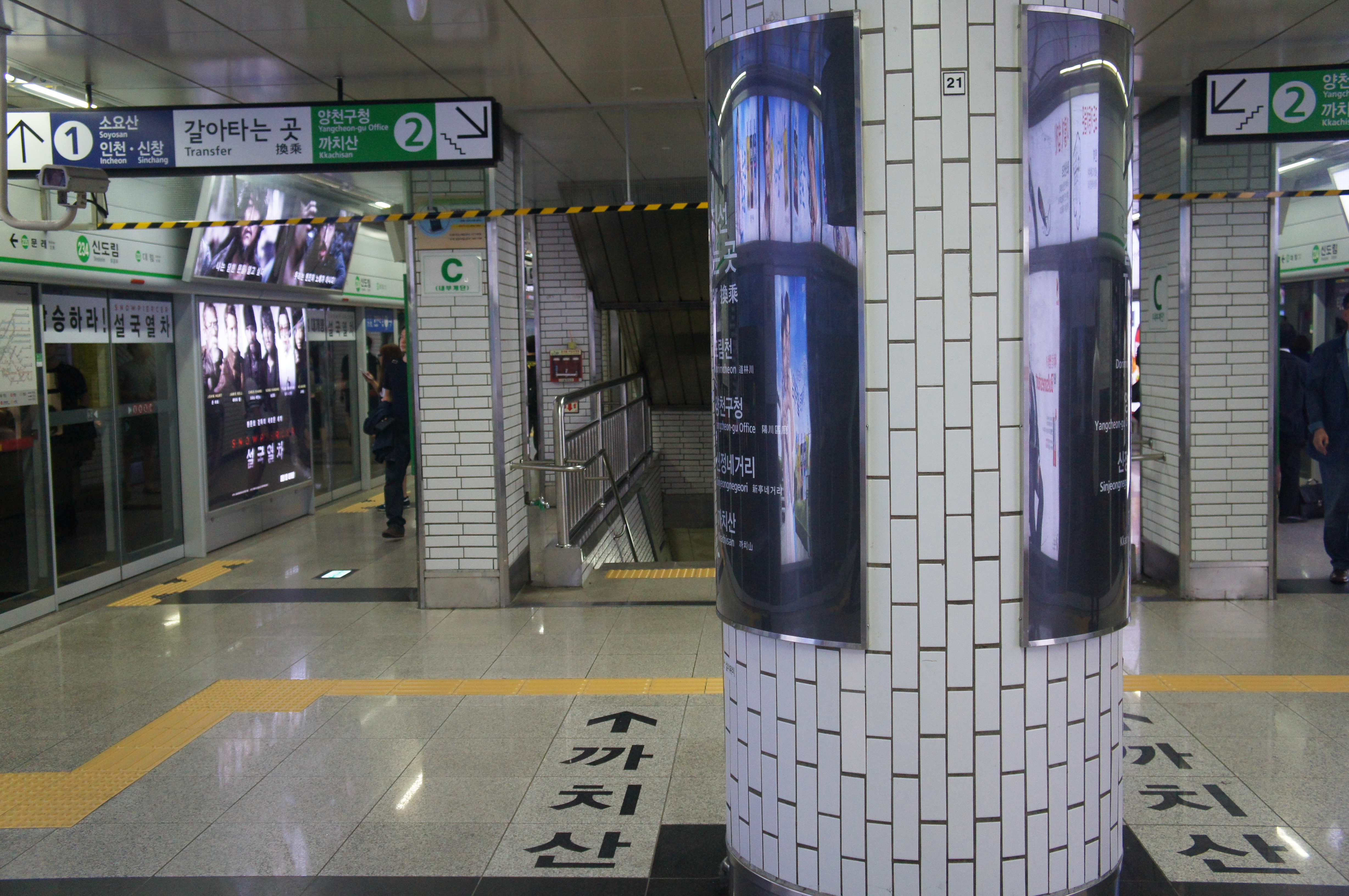
Платформа станции второй линии

«Синдорим» (кор. 신도림역) — станция Сеульского метро наземная на Первой (Линия Кёнбусон) (экспресс и локальная) и подземная на Второй линиях. Кванмён ветка — участок Первой линии метро, где организовано челночное движение между станциями «Йондынпхо» и «Кванмён». Является конечной станцией ветки Синчон Второй линии. На станции установлены платформенные раздвижные двери.
Она представлена двумя боковыми и одной островной платформами на 1 линии, двумя боковыми — 5 линия. Станция на 1-й линии обслуживается Корейской национальной железнодорожной корпорацией (Korail), на 5 линии — Seoul Metro. Расположена в квартале Синдоримдон района Куро города Сеул (Республика Корея).
На Первой линии поезда Кёнвон экспресс (GWː Gyeongwon) и Кёнкин экспресс (GI: Gyeongin) обслуживают станцию; Кёнбусон красный экспресс (GB: Gyeongbu red express) частично, Кёнбусон зелёный экспресс (SC: Gyeongbu green express) не обслуживают станцию.
Пассажиропоток — на 1 линии чел/день (на 2013 год), на 2 линии 125 165 чел/день